# Ainhoa Arteta
Ainhoa Arteta Ibarrolaburu (Tolosa, Guipúzcoa, 24 de septiembre de 1964) es una cantante lírica española, con la tesitura de soprano.

## Biografía
Es hija de Esther Ibarrolaburu y del profesor José Ramón Arteta, quien la preparó vocalmente en sus inicios. Posteriormente se formó en el Conservatorio de San Sebastián y estudió interpretación en el Actors Studio de Nueva York. Debutó en la Ópera de Palm Beach Florida en 1990, como Clorinda en La Cenicienta de Rossini. De su intensa actividad concertística destaca el recital en la Casa Blanca, con Bill Clinton en el poder, con motivo de la visita oficial del presidente de Colombia a Washington D. C.
Ha actuado en numerosas ciudades del mundo y en algunas de las más prestigiosas óperas. Entre otros, fue galardonada con el premio Metropolitan Opera National Council Auditions de Nueva York y en el Concours International de Voix d’Opera Plácido Domingo de París. Ha participado en otros proyectos paralelos como la interpretación de La muerte no es el final, himno militar de homenaje a los caídos, durante el Día de la Hispanidad en Madrid en 2019 y en programas de televisión como Masterchef o Mask Singer
En 2023 protagoniza el estreno absoluto de la zarzuela Trato de favor, con música de Lucas Vidal, en el Teatro de la Zarzuela.

## Vida privada
Se ha casado en cuatro ocasiones, terminando todas ellas en divorcio. El primero fue un efímero matrimonio juvenil con su novio de Tolosa desde siempre, del que se separó en 1994 y que según Ainhoa no llegó a consumarse; la segunda con el barítono estadounidense Dwayne Croft —con el que tuvo una hija en el año 2000, Sarah—, y al que conoció un año antes en las funciones de Fedora en el Metropolitan de Nueva York y con el que se casó en 1998 en el Ayuntamiento de Nueva York en una ceremonia oficiada por el alcalde Rudolph Giuliani y del que se separó en 2003; la tercera con el jinete guipuzcoano Jesús Garmendia Echevarría —con el que tuvo un hijo en 2010, Iker—, tras haberle conocido en 2005, y con quien se casó en 2013 en Fuenterrabía, separándose en julio de 2016; y por cuarta vez contrajo matrimonio con el murciano Matías Urrea Corvalán, oficial (capitán de corbeta) de la Armada Española, el 23 de junio de 2019 en el Castillo de San Marcos en El Puerto de Santa María (Cádiz), anunciando su separación del mismo en septiembre de 2021. No obstante, este último matrimonio nunca tuvo validez legal al no firmarse ningún documento.

## Televisión
- Sorpresa ¡Sorpresa! (Antena 3, 2007)
- Quiero cantar (Antena 3, 2010)
- Todos los apellidos vascos (ETB2, 2016)
- Prodigios (La 1, 2019-¿?)
- El hormiguero (Antena 3, 2019)
- La Sexta noche (La Sexta, 2019)
- Operación Triunfo 2020 (La 1, 2020)
- Maestros de la costura (La 1, 2020)
- Typical Spanish (La 1, 2020)
- MasterChef Celebrity 5 (La 1, 2020)
- Samantha y la vida de... (Cuatro, 2020)
- Mask Singer (Antena 3, 2021)
- Mi casa es la tuya (Telecinco, 2022)
- Dúos Increibles (La 1, 2022)
- Y Ahora Sonsoles (Antena 3, 2023)
- El programa de Ana Rosa (Telecinco, 2025-¿?)

## Repertorio operístico y zarzuelístico
- Manuel de Falla:
  - La vida breve (Salud)
- Bizet:
  - Los pescadores de perlas (Leïla)
  - Carmen (Papel protagonista de Carmen y personaje de Micaela)
- Britten:
  - Peter Grimes (Ellen Orford)
- Chaikovski:
  - Eugenio Oneguin (Tatiana)
- Giordano:
  - Andrea Chénier (Maddalena de Coigny)
- Gounod:
  - Romeo y Julieta (Julieta)
  - Fausto (Marguerite)
- Guridi:
  - El caserío (Ana Mari)
- Lehár:
  - La viuda alegre (Hanna)
- Leoncavallo:
  - Pagliacci (Nedda)
- Massenet:
  - Manon (Manon)
  - Thaïs (Thaïs)
- Mozart:
  - Las bodas de Figaro (Condesa)
  - Don Giovanni (Donna Elvira).
  - Così fan tutte (Fiordiligi)
- Poulenc:
  - Las tetas de Tiresias (Thérèse)
  - Diálogos de carmelitas (Blanche)
- Puccini:
  - La rondine (Magda)
  - Turandot (Liú)
  - La bohème (Mimí)
  - La bohème (Musetta)
  - Manon Lescaut (Manon)
  - Tosca (Tosca)
  - Madame Butterfly (Cio-Cio San)
- Sorozábal:
  - Katiuska (Katiuska)
- Strauss:
  - Dafne (Daphne)
- Verdi:
  - La traviata (Violetta)
  - Don Carlos (Elisabeth de Valois)
  - Otelo (Desdemona)
  - Simón Boccanegra (Maria)
- Vives:
  - Doña Francisquita (Francisquita)

## Discografía
- Recital (ENSAYO-RBA música)
- Música Renacentista (Helicon)
- Doña Francisquita (Sony)
- Entrañable (RTVE-música)
- Damas del Canto (RTVE-música)
- Zarzuela (RTVE-música)
- Ainhoa Arteta y Dwayne Croft en Concierto (RTVE-música)
- Turandot. Palacio Euskalduna de Bilbao (RTVE-música)
- Romeo et Juliet. Teatro Campoamor (RTVE-música)
- Fedora (Deutsche Grammophon)
- La Bohème. Metropolitan Opera House (EMI)
- La vida (Vale Music)
- La rondine (Decca)
- Don't give up (2010) —disco pop de versiones—.
- Mayi (2015) —disco pop de versiones—.
- La otra orilla (2019).

## Premios
- Premio de la Sociedad Hispánica de América por su Contribución a las Artes
- Mejor Artista de Música Clásica en la V edición (2001) de los Premios de la Música
- Medalla de Oro del Palacio de la Música de Valencia
- Distinción Lan Onari otorgada por el Gobierno vasco (2002) en reconocimiento a su trayectoria profesional
- Premio Ciudad de Alcalá de las Artes y las Letras (2009)
- Medalla de Oro al mérito en las Bellas Artes de España (2015)
- Premio Ópera Actual (2017)
- Premio Txapeldun 2019, otorgado por el grupo Sagardi. Es la primera mujer en recibir este galardón.[4]
- Dama Gran Cruz de la Orden del Dos de Mayo (2021)
- Académica de Honor (2024) de la Academia de las Artes Escénicas de España [5]